# Thamnophis marcianus
Thamnophis marcianus är en ormart som beskrevs av Baird och Girard 1853. Thamnophis marcianus ingår i släktet strumpebandssnokar, och familjen snokar.
Denna orm förekommer med flera från varandra skilda populationer från södra USA till Costa Rica. Arten lever i låglandet och i bergstrakter upp till 2200 meter över havet. Individerna vistas alltid nära vattenansamlingar eller i träskmarker. Omgivningen kan variera mellan skogar, buskskogar, savanner, odlade områden och halvöknar. Födan utgörs främst av groddjur. Äggen kläcks i honans kropp så att levande ungar föds.
I Centralamerika hotas några populationer av vattenföroreningar. Längre norrut är Thamnophis marcianus vanligt förekommande. IUCN listar arten som livskraftig (LC).

## Underarter
Arten delas in i följande underarter:
- T. m. marcianus
- T. m. praeocularis
- T. m. bovalli